# Artix Linux
Artix Linux lub Artix – dystrybucja Linuksa typu rolling-release oparta na Arch Linuksie. Wykorzystuje OpenRC, runita lub s6 init, w przeciwieństwie do Arch Linuksa, który korzysta z systemd.
Artix Linux posiada własne repozytoria pakietów, ale jako dystrybucja oparta na menedżerze pakietów pacman może używać pakietów z repozytoriów Arch Linuksa lub dowolnej innej dystrybucji na nim bazującej, nawet na tych wyraźnie zależnych od systemd. Posiada również wsparcie dla Arch User Repository (AUR).
Projekt Arch OpenRC rozpoczęto w 2012 roku, a równolegle z nim Manjaro OpenRC. W 2017 roku te projekty połączono tworząc Artix Linux'a.

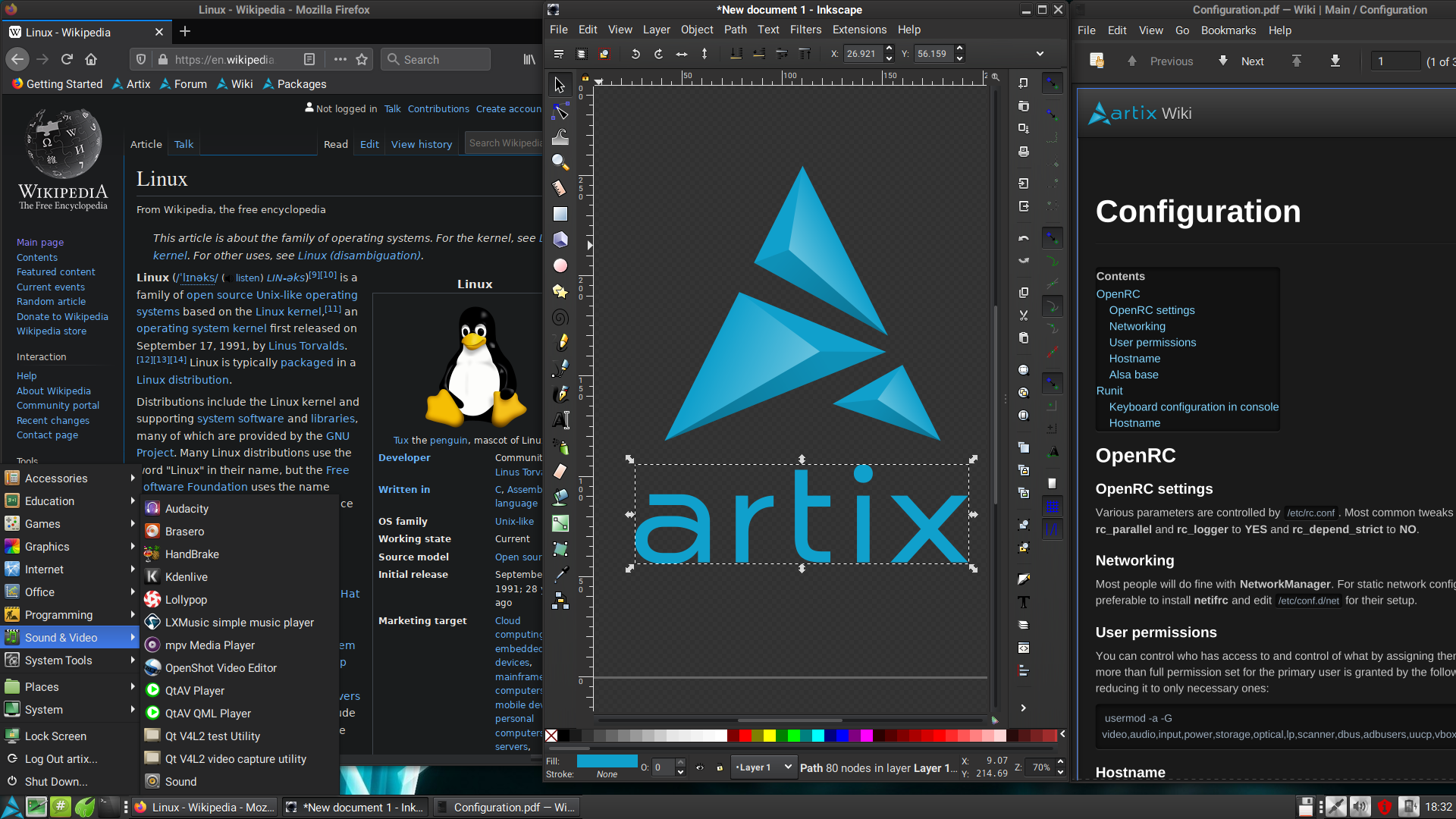
Zrzut ekranu z wersji Artix community-gtk edition 2020-02 prezentujący podstawowy ciemny motyw.

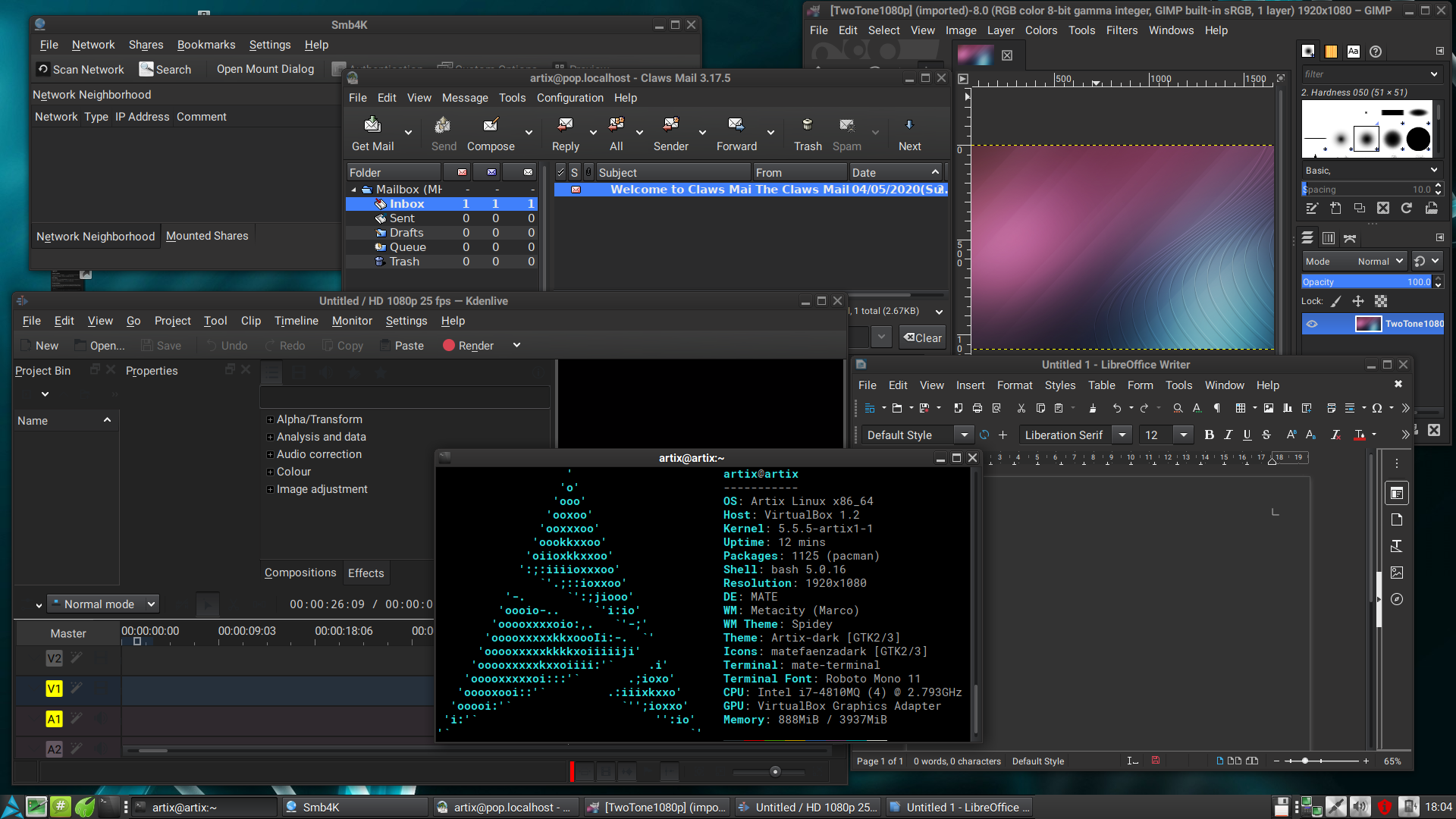
Zrzut ekranu z wersji Artix community-gtk edition 2020-02 zawierający mix aplikacji bazujących na bibliotekach GTK i Qt.

## Historia wydań
Artix początkowo oferował dwa środowiska instalacyjne, podstawowy obraz ISO z wierszem poleceń i graficzny instalator Calamares oparty na środowisku graficznym LXQt, (w późniejszym czasie menadżerze okien i3). Wczesne wersje oparte były na menadżerze systemu i usług OpenRC. Najnowsze nośniki instalacyjne pozwalają na instalacje różnych środowisk graficznych, takich jak LXDE, XFCE, MATE, Cinnamon i KDE Plasma 6. Dodatkowo dostępne są dwie nieoficjalne edycje stworzone przez społeczność zawierające środowiska graficzne oparte na bibliotekach GTK i Qt oraz posiadające większą bazę oprogramowania, mającą na celu dostosować system dla mniej doświadczonych użytkowników. Wszystkie współczesne wersje systemu są dostępne w wersjach opartych na menadżerach systemu i usług OpenRC, runit, s6 i dinit.

## Przyjęcie się systemu
Wczesna recenzja opublikowana w serwisie DistroWatch 27 listopada 2017 r. zwróciła uwagę na kilka błędów, lecz stwierdziła „Artix is working with a good idea [...] It's minimal, it is rolling and it offers a little-used init system. All of these I think make the project worthwhile”. Bardziej krytyczna recenzja w tym czasie pochodziła ze strony linux-community.de stwierdzając „the results so far are not exactly motivating.”. O wiele bardziej przychylne recenzje pojawiły się później w obu serwisach. Recenzja Softpedia dała Artixowi ocenę 5 na 5 gwiazdek, zwracając uwagę na „beautiful and pleasant graphical environments.”. Recenzje czytelników Distrowatch są w większości bardzo pozytywne, ze średnią oceną 9,0.